# Сантібаньєс-де-Бехар
Сантібаньєс-де-Бехар (ісп. Santibáñez de Béjar) — муніципалітет в Іспанії, у складі автономної спільноти Кастилія-і-Леон, у провінції Саламанка. Населення — 543 особи (2010).
Муніципалітет розташований на відстані близько 160 км на захід від Мадрида, 55 км на південь від Саламанки.
На території муніципалітету розташовані такі населені пункти: (дані про населення за 2010 рік)
- Ель-Парадор: 0 осіб
- Сантібаньєс-де-Бехар: 543 особи

## Галерея зображень

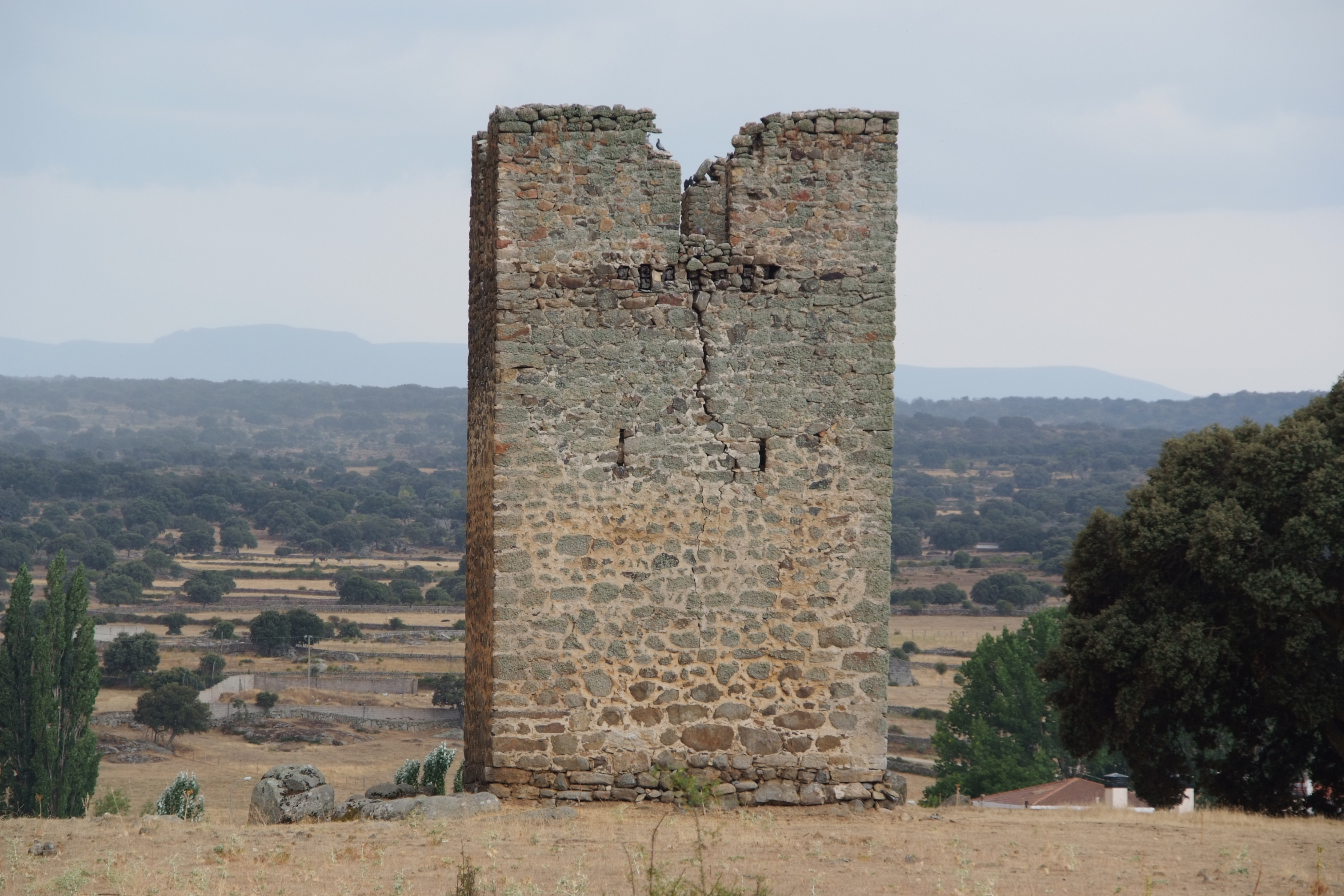

## Демографія
Динаміка населення (INE ):

## Зовнішні посилання
- Провінційна рада Саламанки: індекс муніципалітетів [Архівовано 23 квітня 2009 у Wayback Machine.]
- Посилання на Google Maps